# Quartier des Archives
Pour les articles homonymes, voir Archive.
Le quartier des Archives est le 11e quartier administratif de Paris situé dans le 3e arrondissement, dans le Marais. Son nom fait référence aux Archives nationales situées dans l'hôtel de Soubise et l'hôtel de Rohan, à l'ouest du quartier.
Le quartier est délimité :
- au sud par les rues des Francs-Bourgeois et du Pas-de-la-Mule (frontière avec le 4e arrondissement) ;
- à l'est par le boulevard Beaumarchais (frontière avec le 11e arrondissement) ;
- au nord par les rues Pastourelle, de Poitou, et du Pont-aux-Choux (frontière avec le quartier des Enfants-Rouges) ;
- à l'ouest par la rue des Archives (frontière avec le quartier Sainte-Avoye).

Les quartiers administratifs du 3e arrondissement.
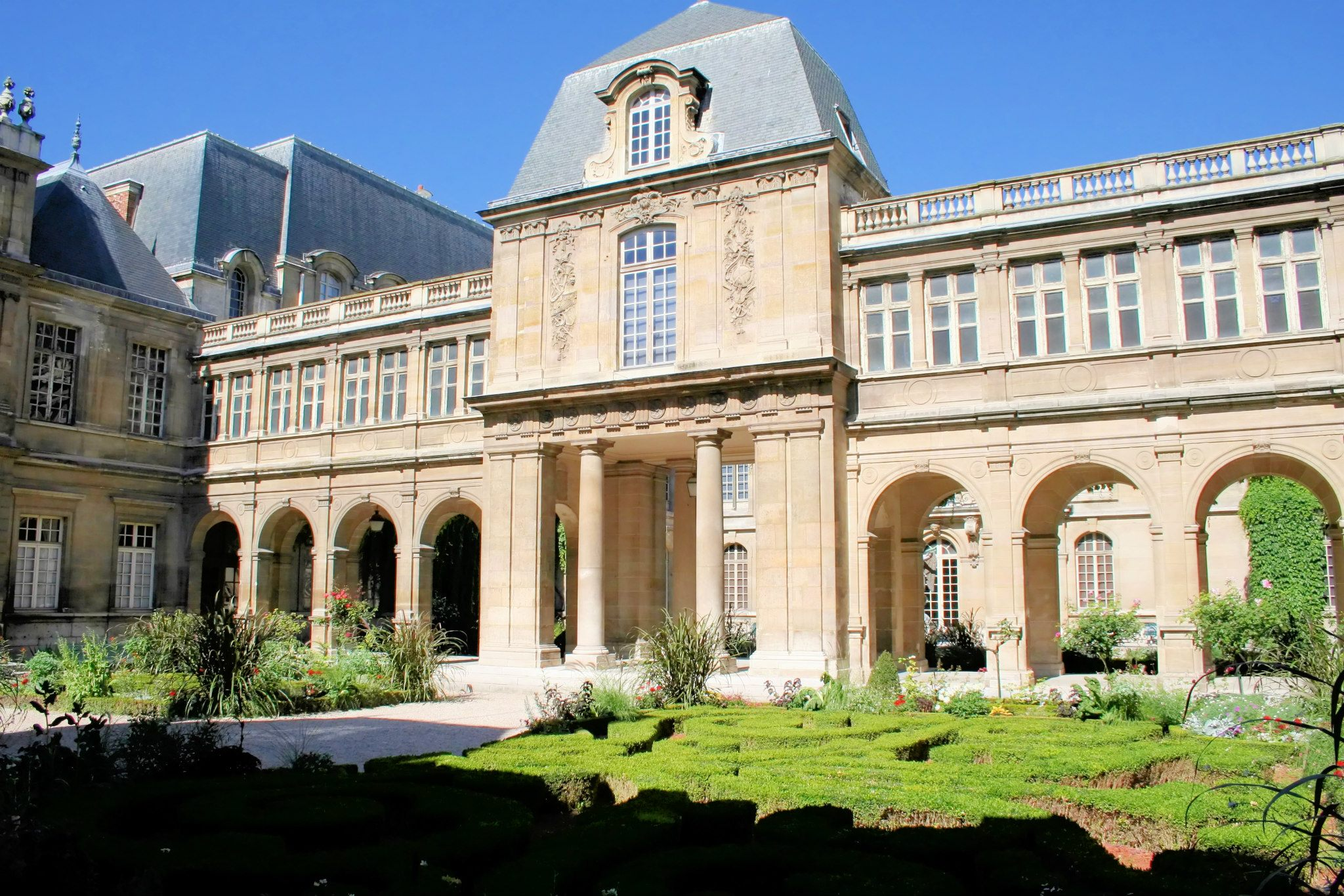
Musée Carnavalet, cour des marchands drapiers.
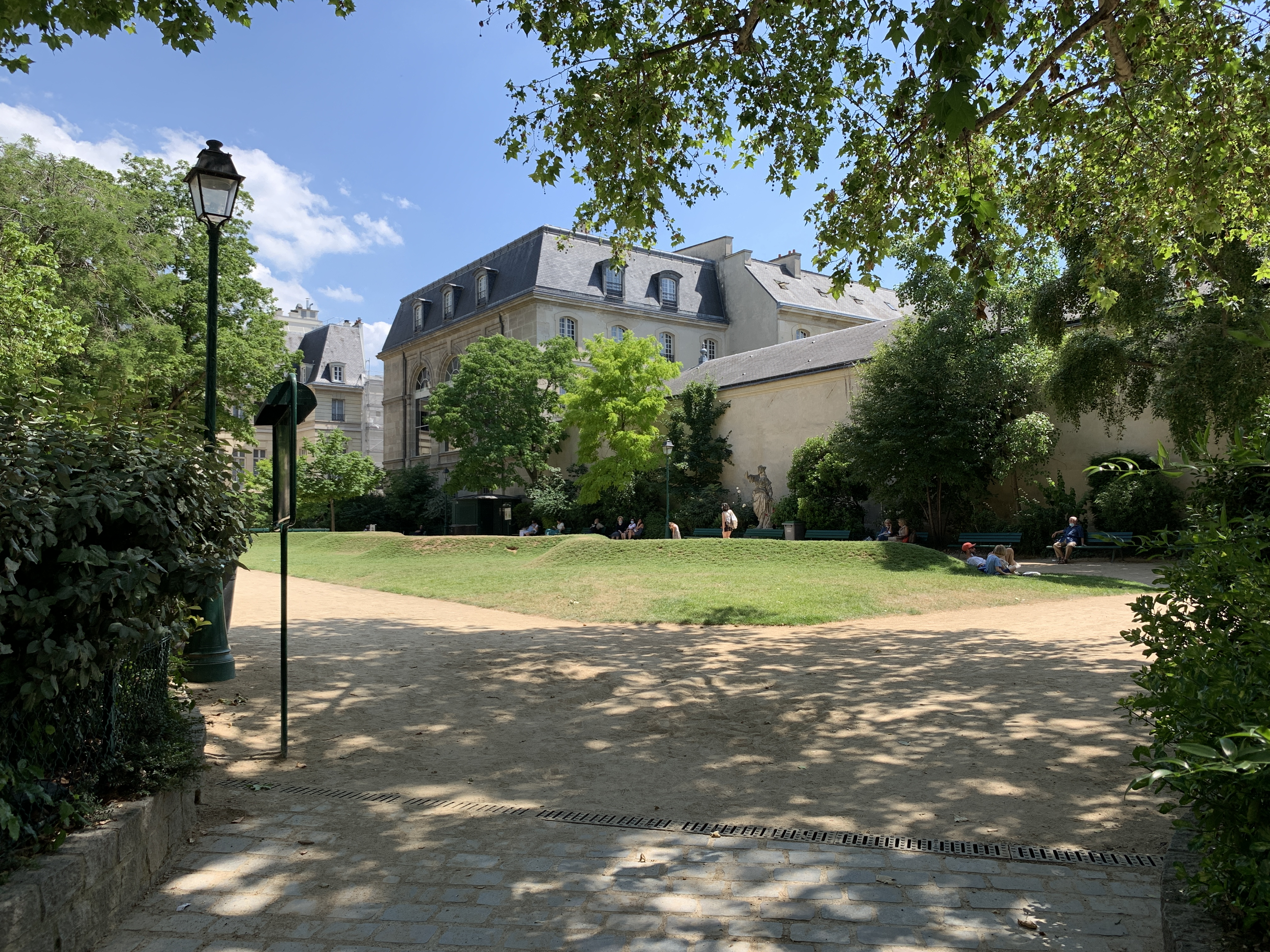
Square Léopold-Achille.